# Eetion (władca Teby)
Eetion (Ἠετίων) – władca Teby Plakijskiej w kraju Kylików (Cylicja lub Myzja). Był ojcem Andromachy i siedmiu synów, w tym Podesa [Hom. Il. VI 396, XVII 575].
Eetiona i jego siedmiu synów zabił Achilles [Hom. Il. VI 415], burząc przy tym Tebę. Nie zabrał jednak zbroi Eetiona, gdyż odczuwał do niego szacunek – spalił jego ciało w pełnym uzbrojeniu. Dowiadujemy się o tym z żalów córki Eetiona, Andromachy, przed jej mężem Hektorem. W innym miejscu Iliada podaje jednak, że Podesa zabił Menelaos [Hom. Il. XV 575].
Wśród łupów, które zdobył Achilles w Tebie znajdowała się cenna żelazna bryła, którą przedtem miotał Eetion. Jest to jedno z ważnych dla historii kultury materialnej świadectw użycia żelaza zawartych w Iliadzie. Achilles ofiarował ją jako nagrodę w igrzyskach, które urządził na cześć Patroklosa [Hom. Il. XIII 826]. Wśród zdobytych na Eetionie cennych łupów była także wspaniały koń Pedasos i forminga o srebrnym gryfie, na której Achilles lubił grać w swoim namiocie [Hom. Il. XVI 153; IX 186].